# Demir kapija (Bełasica)
Demir kapija albo Demir kapu (bułg. Демир капия albo Демир капу, z tur. Żelazne Wrota) – przełęcz w górach Bełasica. Położona na wysokości 1686 metrów na głównym grzbiecie, na zachód od najwyższego szczytu, Radomira i na wschód od góry Łozen. Przez przełęcz przechodzi państwowa granica między Bułgarią i Grecją.
Do początku XX wieku przez Demir kapiję prowadziła droga, łącząca Kotliną Sandansko-Petricką z Serskim poljem. Stąd w 1014 ruszył oskrzydlający oddział Nikoforosa Ksifiasa, który dokonał decydującego uderzenia wojskom cara Samuela podczas bitwy pod Klidion. Miejsce to jest znane z tego, że 19 października 1925 tu rozpoczął się incydent petricki (konflikt graniczny między Bułgaria i Grecją). Podczas zimnej wojny przełęcz została zaminowana przez stronę grecką. Po bułgaryzacji w latach 80. XX wieku przemianowano ją na Żelezni wrata (Железни врата – pol. Żelazne Wrota), ale nazwa ta nie zyskała popularności wśród miejscowej ludności i turystów.
Głównym punktem startowym do wejścia na Demir kapiję jest wieś Samuiłowo, gdzie zaczyna się znakowany szlak turystyczny, którym w około 4 godziny można dojść na przełęcz. Z tej samej wsi do przełęczy wiedzie też 18-kilometrowa droga dla ciężarówek, która do miejsca o nazwie Łołowo jest żwirowa.